# Горбата черепаха чорногуляста
Горбата черепаха чорногуляста (Graptemys nigrinoda) — вид черепах з роду Горбата черепаха родини Прісноводні черепахи. Має 2 підвиди. Інша назва «мапова черепаха Дельти»

## Опис
Загальна довжина карапаксу досягає 10—15 см. Спостерігається статевий диморфізм: самиці більші за самців. Голова помірного розміру. Карапакс овальної форми, дахоподібний. Уздовж хребта тягнеться кіль, вершини якого (особливо на 3 й 4 хребці) сильно стирчать й нагадують гулі й забарвлені у чорний колір. Звідси й походить назва цієї черепахи.
Забарвлення голови, шиї та кінцівок чорне або темно—коричневе. Голова та шия прикрашені 2—4 жовтими смугами. На голові вони мають форму у вигляді «Y». Карапакс темно—зеленого кольору. Пластрон жовтуватий з темними плямами.

## Спосіб життя
Полюбляє водойми з помірною течією, зокрема річки з глинястим та піщаним дном. Харчується комахами, губками, молюсками, водоростями.
Самиці на піщаному пляжі відкладають від 5 до 16 яєць у вологий пісок на березі. При температурі 27-28 °C інкубаційний період триває 55—75 днів.

## Розповсюдження
Мешкає у штатах Алабама та Міссісіпі (США).

## Підвиди
- Graptemys nigrinoda nigrinoda
- Graptemys nigrinoda delticola